# Marina Candiano
Marina Candiano var en dogaressa av Venedig, gift med Venedigs doge Tribuno Memmo (r. 979-991). 
Hon var dotter till dogen Pietro IV Candiano och Giovanniccia Candiano. Hennes far mördades 976, och Marina tycks då ha lämnat staden med sin styvmor Valdrada. 
Hon gick i kloster efter sin makes död 991.